# Castillo de Vilamitjana
Castillo de Vilamitjana fue un castillo del antiguo término de Vilamitjana, y actual término de Tremp, en la provincia de Lérida, del que se conservan algunos restos.
Permanece sólo en pie un muro de unos 2 metros de largo, que, sin embargo, tampoco es seguro que pertenezcan al castillo, un portal y varios fragmentos de muros junto al portal.
Estaba emplazado en la parte más alta del cerro donde se yergue la villa amurallada de Vilamitjana, prácticamente encima y al norte de la iglesia de Santa María.